# Rob Fulop
Rob Fulop es un programador de videojuegos estadounidense que creó dos de los mayores éxitos de Atari 2600: la adaptación del juego de arcade Missile Command y Demon Attack de 1982; el cual ganó el premio al Juego del Año de Electronic Games. Mientras estuvo en Atari, Fulop también adaptó Night Driver para la 2600 y Space Invaders para la familia Atari de 8 bits.

## Primeros años
Fulop creció en Oakland, California, donde conoció por primera vez las computadoras a través de un teletipo en la Escuela secundaria Skyline en 1974; que usó para crear programas simples en BASIC, como un lanzador de monedas y un juego similar a Nim. Su experiencia con el dispositivo lo inspiró a obtener una licenciatura en ingeniería eléctrica y ciencias de la computación en la Universidad de California en Berkeley.

## Carrera

### Atari (1978-1981)
Mientras estudiaba en la universidad, Fulop obtuvo una pasantía en la división de operaciones con monedas de Atari, donde trabajó en el diseño de sonido para una máquina de pinball de Superman y desarrolló un editor para generar efectos de sonido para otras máquinas de pinball.
Después de graduarse, Fulop volvió a Atari, fue contratado para trabajar en la división doméstica de la compañía, donde creó puertos arcade para la consola 2600 recién lanzada de Atari, así como para la familia de computadoras de 8 bits de la compañía.
Después de crear una adaptación para la Atari de 8 bits del Space Invaders, que fue criticado debido a que cambió ciertos elementos del arcade original, como la eliminación de escudos, Fulop desarrolló una adaptación del Missile Command para la Atari 2600, que fue un éxito comercial; vendiendo más de 2,5 millones de copias. Como bono navideño de ese año, solo recibió un cupón para un pavo gratis. Molesto por la sensación de que Atari no lo apreciaba por su trabajo en el juego, Fulop decidió dejar la empresa.

### Imagic (1981-1983)
El 17 de julio de 1981, un grupo de empleados de la división de consolas domésticas de Atari, incluido Fulop, renunciaron a sus trabajos para formar su propia empresa, Imagic, impulsados por el éxito de los ex empleados de Atari que formaron Activision y la falta de crédito que estaban recibiendo por su trabajo en Atari. Fulop desarrolló el juego debut del estudio, Demon Attack, que se convirtió en uno de los juegos para la 2600 más vendidos de todos los tiempos.
Después de terminar de trabajar en Cosmic Ark en 1982, Fulop viajó a Hungría para visitar a sus familiares. Durante su visita conoció a Ernő Rubik, el creador del Cubo de Rubik, que lo inspiró a crear un juego de rompecabezas para dos jugadores, ya que sintió que el género tenía poca presencia en el mercado en ese momento. En seis semanas, había diseñado CubiColor; sin embargo, Imagic decidió no publicar el juego debido a su creencia de que un juego de rompecabezas no se vendería lo suficientemente bien. Fulop luego lanzó el juego a través de boletines. Se sabe que existen alrededor de 100 copias.
Poco antes de que Imagic entrara a la bolsa, ocurrió la crisis del videojuego de 1983, lo que provocó que la empresa retirara su oferta pública de venta. Fulop abandonó la compañía poco después.

### Carrera posterior a la crisis del videojuego (1983-1998)
Después de un breve período como desarrollador independiente para Parker Brothers, Fulop comenzó a trabajar en un juego llamado Actionauts para el 2600 de forma independiente. El juego, que consistía en programar un pequeño robot para que fuera capaz de navegar por sí mismo fuera de un laberinto, cambió su desarrollo para la Commodore 64 debido a la disminución de la popularidad del 2600 y al concepto del juego siendo más adecuado para una computadora en lugar de una consola. Obtuvo un contrato de desarrollo de Simon & Schuster para publicar el juego; sin embargo, abandonaron el negocio del software antes de que el proyecto pudiera realizarse. Fulop luego decidió lanzar el juego como software gratuito a través de un tablón de anuncios al que los jugadores podían conectarse para descargar el juego. Commodore estaba entusiasmado con la forma en que se lanzaba el juego, por lo que decidió publicar un artículo sobre el juego que incluía el número de teléfono del tablón de anuncios, pero se imprimió por error un número diferente en el artículo, lo que provocó que se realizaran miles de llamadas al número equivocado.
Fulop fue contratado más tarde por la compañía Axlon de Nolan Bushnell como parte de su equipo NEMO, Fulop creó Night Trap para el sistema, sin embargo, debido a la cancelación de la consola, el juego fue archivado y luego lanzado en el Sega CD. El juego causó controversia tras su lanzamiento debido a su representación de la violencia contra las mujeres, y fue muy criticado en las audiencias del Congreso de 1993 sobre videojuegos junto con Mortal Kombat y Lethal Enforcers, esto, junto con las reacciones negativas de sus amigos y familiares, hizo que Fulop se preocupase por los mensajes que los videojuegos mostraban a los niños, esto, a su vez, inspiró el próximo juego de Fulop, que decidió que sería tan lindo y «afeminado» que nadie podría afirmar que tuviera un efecto nocivo en la juventud. El resultado final fue Dogz: Your computer Pet de 1995, que fue lanzado por PF Magic, una compañía que él cofundó. El juego demostró ser popular y puso en marcha la franquicia Petz de videojuegos de simulación de mascotas.
Más tarde, Fulton creó Max Magic para el Philips CD-I, el juego consistía en un adivino y un mago que realizaba trucos de magia con la ayuda del jugador, que presumiblemente lo usaría para realizar un espectáculo de magia, Fulop trabajó con Max Maven en el juego; autor de los trucos y quien daba voz a algunos personajes.
PF Magic fue adquirida por The Learning Company en mayo de 1998. En marzo de 2001, Ubisoft adquirió la división de entretenimiento de The Learning Company, y con ella los derechos de la franquicia Petz.

### Zinga (2008)
En agosto de 2008, Fulop se unió al desarrollador estadounidense de juegos sociales Zynga como contratista independiente hasta septiembre, cuando se convirtió en empleado a tiempo completo.
En octubre, Fulop, quien anteriormente había sufrido un infarto en 2005, comenzó a experimentar dolores en el pecho y tuvo que ser operado del corazón. Le informó al líder de su equipo que necesitaría un tiempo libre para someterse a la operación; Fulop fue despedido del equipo nueve días después y, poco después de la operación, de la empresa en general. Demandó a la empresa por violar la Ley de Vivienda y Empleo Justo alegando que lo había discriminado por edad y discapacidad.

## Vida personal
Fulop juega al póquer de forma semiprofesional y compite en varios juegos de póquer de high limit en el norte de California. En enero de 2004, Fulop fue a Las Vegas a visitar a Antonio Esfandiari y Phil Laak; mientras estaba allí, escribió una columna humorística para Bluff, una revista de póquer, sobre su viaje y su estadía en la casa de Esfandiari, el artículo fue bien recibido; lo que llevó a Fulop a escribir una columna semirregular para la revista.
Fulop es un pianista amateur de Jazz y Ragtime; en 2015, se unió a la banda de indie rock Bourbon Therapy, con sede en Oakland, California, como pianista y teclista. Bourbon Therapy lanzó su segundo álbum, Hymnals and Hangovers, con Fulop al piano y teclado, el 9 de septiembre de 2016. A partir de 2020, Fulop dejó de ser miembro de la banda. Rob se casó con su esposa, Becky Fulop, en 2016.

## Juegos
- Máquina de Pinball de Supermán (1979)
- Night Driver (1980) (adaptación para la Atari 2600)
- Space Invaders (1980) (adaptación para la Atari 400/800)
- Missile Command (1981) (adaptación para la Atari 2600)
- Demon Attack (1982)
- Cosmic Ark (1982)
- CubiColor (1982) (cancelado)
- Fathom (1983)
- Actionauts (1986)
- Rabbit Jack's Casino (1986)
- Night Trap (1992)
- Sewer Shark (1992)
- 3rd Degree (1993)
- Max Magic (1994)
- PaTaank (1994)
- Dogz: Your Virtual Pet (1995)